# Donzy-le-Pertuis
Donzy-le-Pertuis är en kommun i departementet Saône-et-Loire i regionen Bourgogne-Franche-Comté i östra Frankrike. Kommunen ligger i kantonen Cluny som tillhör arrondissementet Mâcon. År 2022 hade Donzy-le-Pertuis 147 invånare.

## Befolkningsutveckling
Antalet invånare i kommunen Donzy-le-Pertuis
| Referens: INSEE |